# Балахта (городское поселение)
Посёлок Балахта́ — муниципальное образование со статусом городского поселения в Балахтинском районе Красноярского края.
Административный центр — рабочий посёлок Балахта.
В рамках административно-территориального устройства соответствует административно-территориальной единице посёлок городского типа Балахта (с подчинёнными ему 3 населёнными пунктами).
В 1989 году из Балахтинского поссовета был выделен Красненский сельсовет.

## Население
| 2010  | 2011  | 2012  | 2013  | 2014  | 2015  | 2016  |
| ----- | ----- | ----- | ----- | ----- | ----- | ----- |
| 7755  | ↘7710 | ↘7565 | ↘7373 | ↘7163 | ↘6985 | ↘6882 |
| 2017  | 2018  | 2019  | 2020  | 2021  |       |       |
| ↘6769 | ↘6739 | ↘6691 | ↗6711 | ↗7266 |       |       |

Гендерный состав
По данным Всероссийской переписи населения 2010 года 3624 мужчины и 4131 женщина из 7755 чел.

## Состав городского поселения
В состав городского поселения входят 4 населённых пункта:
| № | Населённый пункт | Тип населённого пункта      | Население |
| - | ---------------- | --------------------------- | --------- |
| 1 | Балахта          | пгт, административный центр | ↗6998     |
| 2 | Марьясово        | деревня                     | ↘156      |
| 3 | Огоньки          | деревня                     | ↘9        |
| 4 | Таловая          | деревня                     | ↘180      |